# Ǵorče Petrov (Skopje)
Pour le personnage historique, voir Guiortché Pétrov.
Ǵorče Petrov (en macédonien : Ѓорче Петров ) est l'une des dix communes spéciales qui constituent la ville de Skopje, capitale de la Macédoine du Nord. Elle comptait 44 844 habitants en 2021 et fait 66,93 km2. La commune a été créée en 1996 ; auparavant, son territoire faisait partie de Karpoš. Elle est traversée par le Lepenec et le Vardar, fleuve qui la limite au sud. Au nord, la commune est fermée par les monts Šar.
Ǵorče Petrov se trouve au nord-ouest du centre de Skopje. Elle est entourée à l'est par Karpoš, au sud et à l'ouest par Saraj, et au nord par Čučer-Sandevo et le Kosovo. Karpoš et Saraj sont deux autres commune de la ville de Skopje.
Ǵorče Petrov se trouve sur le corridor VIII, qui traverse la péninsule balkanique d'est en ouest, et relie Skopje à l'ouest du pays et à des villes comme Tetovo, Gostivar et Ohrid. L'industrie est une activité importante dans la commune ; elle compte de nombreuses usines, comme celle d'Alkaloid Skopje, qui produit des médicaments.

## Géographie
La partie urbaine de la commune est construite dans le prolongement occidental du centre de Skopje, le long du Vardar. Le lieu est occupé à partir de la fin de la Première Guerre mondiale et il est d'abord baptisé Vovče Pampurče (Вовче Пампурче). Ce faubourg est renommé en Žostovo (Жостово) par l'occupant bulgare en 1941. Après la libération, le quartier a enfin reçu son nom actuel, en hommage à un révolutionnaire du début du XXe siècle, Ǵorče Petrov.
Au nord, la commune est rurale et atteint la chaîne des monts Šar, qui marque la frontière avec le Kosovo. Elle compte plusieurs villages : Volkovo, Gratchani, Koutchkovo, Nikichtané, Novo Selo et Orman.

## Administration
La commune est administrée par un conseil municipal élu au suffrage universel tous les quatre ans. Il adopte les plans d'urbanisme, accorde les permis de construire, planifie le développement économique local, protège l'environnement, prend des initiatives culturelles et supervise l'enseignement primaire. Il compte 23 conseillers municipaux.
Le pouvoir exécutif est détenu par le maire, lui aussi élu au suffrage universel. Depuis 2021, le maire de Ǵorče Petrov est Aleksandar Stojkoski, membre de VMRO-DPMNE.
Les différents quartiers et villages de la commune possèdent également des conseils locaux, chargés des initiatives culturelles et sportives ou encore de l'administration du réseau d'eau potable.

## Démographie
Lors du recensement de 2002, la commune comptait :
- Macédoniens : 35 455 (85,16 %)
- Serbes : 1 730 (4,15 %)
- Albanais :  1 597 (3,84 %)
- Roms : 1 249 (2,99 %)
- Bosniaques : 489 (1,17 %)
- Turcs : 368 (0,88 %)
- Valaques : 109 (0,26 %)
- Autres : 637 (1,53 %)

## Sports
Le RK Kometal Gjorče Petrov a été le plus grand club de handball de Macédoine entre 1993 et 2009, remportant tous les championnats de Macédoine mis en jeu, perdant une seule coupe nationale, la deuxième en 1994 et remportant de la Ligue des champions en 2002.